# Montescueia leitaoi
Genre
Espèce
Montescueia leitaoi, unique représentant du genre Montescueia, est une espèce d'araignées aranéomorphes de la famille des Ctenidae.

## Distribution
Cette espèce est endémique d'Argentine.

## Publication originale
- Carcavallo & Martínez, 1961 : La subfamilia Corinocteninae (Araneae, Ctenidae). Revista de la Sociedad Entomológica Argentina, vol. 23, p. 7-13.